# Laura Welch Bush
Laura Welch Bush (Midland, Texas, 4 de novembre de 1946), bibliotecària de professió, és l'esposa del president George W. Bush i va ser la primera dama dels Estats Units del 2001 al 2009. Bush va exercir anteriorment com a primera dama de Texas entre 1995 i 2000. També és la nora de l'expresident George HW Bush.
Nascuda a Midland, Texas, Bush es va graduar a la Southern Methodist University el 1968 amb una llicenciatura en educació i va agafar una feina com a professora de secundària. Després d'aconseguir el seu màster en biblioteconomia a la Universitat de Texas a Austin, va treballar com a bibliotecària.
Bush va conèixer el seu futur marit, George W. Bush, el 1977, i es van casar més tard aquell any. La parella va tenir filles bessones el 1981. La implicació política de Bush va començar durant el seu matrimoni. Va fer campanya amb el seu marit durant la seva infructuosa candidatura de 1978 al Congrés dels Estats Units, i més tard per a la seva exitosa campanya de governador de Texas.
Com a primera dama de Texas, Bush va implementar moltes iniciatives centrades en la salut, l'educació i l'alfabetització. Entre 1999 i 2000, va ajudar el seu marit a fer campanya per a la presidència de diverses maneres, com ara pronunciant un discurs principal a la Convenció Nacional Republicana de 2000, que va cridar la seva atenció nacional. Es va convertir en primera dama després que el seu marit fos inaugurat com a president el 20 de gener de 2001.
Situada per The Gallup Organization com una de les primeres dames més populars, Bush va estar involucrada en les qüestions nacionals i mundials durant el mandat de Bush. Va defensar els seus interessos en l'educació i l'alfabetització mitjançant l'establiment del National Book Festival anual el 2001, i va encoratjar l'educació a escala mundial. També va avançar les causes de les dones a través de les organitzacions The Heart Truth i Susan G. Komen for the Cure. Va representar els Estats Units durant els seus viatges a l'estranger, que tendien a centrar-se en la conscienciació sobre el VIH/SIDA i la malària.